# 실고사리속
실고사리속(Lygodium)은 실고사리목에 속하는 양치식물 속의 하나이다. 실고사리과(Lygodiaceae)의 유일속이다. 전형적인 양치식물로 보이지만 다른 실고사리목의 양치식물의 서식지와 크게 구별된다. 약 40여 종으로 이루어져 있으며, 전세계 열대 지역에서 자생한다. 일부는 동아시아와 북아메리카 동부의 온대 지역에서 발견된다.

## 일부 종
- Lygodium articulatum[1]
- Lygodium circinatum
- Lygodium conforme
- Lygodium cubense
- Lygodium digitatum
- Lygodium flexuosum
- Lygodium japonicum
- Lygodium microphyllum
- Lygodium microstachyum
- Lygodium palmatum
- Lygodium polystachyum
- Lygodium reticulatum
- Lygodium salicifolium
- Lygodium subareolatum
- Lygodium trifurcatum
- Lygodium volubile
- Lygodium versteeghii
- Lygodium yunnanense